# 内閣法制局
内閣法制局（ないかくほうせいきょく、英: Cabinet Legislation Bureau、略称: CLB）は、日本の行政機関のひとつ。内閣に置かれ、行政府内における法令案の審査や法制に関する調査などを所管する。

## 概説
内閣法制局は、内閣の下で法案や法制についての審査・調査等を行う機関であり、その長は内閣が任命する内閣法制局長官である。内閣法に言うところの主任の大臣は、内閣総理大臣である。内閣が国会に提出する新規法案を、閣議決定に先立って憲法やその他の法令に照らして問題がないかを審査することから、「憲法の番人」「政府の法律顧問」などと呼ばれている。
第二次世界大戦後に司法省と統合されて法務庁（後に法務府）となるが、法制局設置法に基づき、1952年8月に内閣に法制局が設置され、ほぼ現在の姿となる。その後、総理府設置法等の一部を改正する法律により1962年7月に法制局設置法は内閣法制局設置法に改題され、法制局は内閣法制局と改称された。
長官の待遇は、特別職の職員の給与に関する法律で副大臣と同等とされるが、これらの職とは違い認証官ではない。長官は、首班指名による組閣があるたびに、いったん依願免官を申し出て、再度任命される慣例となっている。2009年9月に発足した鳩山由紀夫内閣では、長官を政府特別補佐人から除外して、国会での答弁を禁止し、行政刷新相に法令解釈担当相を兼務させていたが、2012年1月20日、野田佳彦内閣は長官による答弁を復活させた。

## 沿革
- 1873年（明治6年）5月2日、太政官正院に法制課を設置（太政官達太政官職制並正院事務章程）。
- 1873年（明治6年）5月5日、皇城炎上があり正院記録が焼失[6]。
- 1875年（明治8年）7月3日、正院の法制課を廃止し、法制局を設置。
  - 正院の呼称は、1877年（明治10年）1月18日に廃止。
- 1880年（明治13年）3月3日、法制局を廃止し、太政官に法制部を設置。
- 1881年（明治14年）10月21日、内閣が更迭され[7]、太政官に参事院を置き、参事院に法制部を設置[注釈 2]。
- 1883年（明治16年）11月、参事院に憲法取調所を設置[8]。
- 1885年（明治18年）12月22日、太政官を廃止し、内閣制度を創設。
- 1885年（明治18年）12月23日、内閣総理大臣の管理に属する法制局を設置。行政部、法制部、司法部の3部構成。
- 1890年（明治23年）6月12日、法制局の位置づけを改め、内閣に属するものとする。部制を廃止。
- 1891年（明治24年）4月10日、部制を復活させ2部制とする（第一部・第二部）。
- 1893年（明治26年）11月10日、法制局の位置づけを改め、内閣に隷するものとする。部制を廃止。
- 1918年（大正7年）5月29日、部制を復活させ2部制とする（第一部・第二部）。
- 1939年（昭和14年）4月28日、2部制を3部制に改める（第一部から第三部まで）。
- 1945年（昭和20年）5月24日、3部制を4部制に改める（第一部から第四部まで）。
- 1945年（昭和20年）9月6日、4部制を3部制に改める（第一部から第三部まで）。
- 1945年（昭和20年）11月24日、法制局に次長を置く。
- 1948年（昭和23年）2月15日、法制局を廃止して司法省と統合し、国務大臣たる法務総裁を長とする法務庁を設置。
  - 法務庁では法務総裁のもとに5長官制を敷き、長官のうち、法制局の所管を引き継ぐものとして法制長官と法務調査意見長官とが置かれる。
  - 法制長官の指揮監督のもとに長官総務室のほか3局（法制第一局から法制第三局まで）を置く。
  - 法務調査意見長官の指揮監督のもとに長官総務室のほか3局（調査意見第一局、調査意見第二局、資料統計局）を置く。
- 1949年（昭和24年）6月1日、国家行政組織法施行に伴い、法務庁を法務府に改組。
  - 法務総裁のもとの5長官制を3長官制に改め、法制長官と法務調査意見長官を統合して、法制意見長官を置く。
  - 法制意見長官の指揮監督のもとに長官総務室のほか4局（法制意見第一局から法制意見第四局まで）を置く。
- 1952年（昭和27年）8月1日、法務府を解体し、法務省と法制局を設置。
  - 法制局の長は法制局長官とし、法制局次長を設置。長官総務室のほか第一部から第三部までの構成とする。
- 1962年（昭和37年）7月1日、法制局を内閣法制局に改称。第四部を増設。
  - これに伴い、法制局長官は内閣法制局長官に、法制局次長は内閣法制次長に改称。
  - 従来から、内閣に置かれていたため「内閣法制局」と通称されてきたが、正式名称を通称に合わせた。
  - 衆参両院に置かれた議院法制局との区別を明確にしたい意図も改称の理由である。
  - 次長の職名は各省の局次長と同格であると見られがちであり、これを避けるため局の文字を除いて「内閣法制次長」とした。なお、内閣法制次長は事務次官等会議の構成員であった。

## 所掌事務
内閣法制局の所掌事務は次のとおりである。
- 閣議に附される法律案、政令案および条約案を審査し、これに意見を附し、および所要の修正を加えて、内閣に上申すること：審査事務
  - これが内閣法制局の主たる事務であり、他の法律と抵触する部分はないか、文章の体裁が法令表記の慣例から逸脱していないかなどについて審査する。実務上は、各部に所属する内閣法制局参事官が、審査を担当する省庁の課長補佐クラスと協議しつつ法律案等を審査・修正していく。
- 法律案および政令案を立案し内閣に上申すること：立案事務
  - 内閣法制局自身が案を立案した例はかつては、文官制度に関する勅令の起案を行う[9]などかなりの例があった[注釈 3]。戦後も特にこれを所管する機関がない場合（例えば、ポツダム宣言の受諾に伴い発する命令に関する件の廃止に関する法律）、各省の起案に係るものを技術的な見地から一本の法令に統合する場合（例えば、奄美群島の復帰に伴う法令の適用の暫定措置等に関する法律）、政府各省庁の所管に属さない事項（例えば、会計検査院法）について当該関係機関の一応の草案に基づいて起案する場合があったが、現在では内閣官房がこのような事務を担当することが通例となり、憲法調査会施行令を最後に、内閣法制局の設置法施行令を除き、内閣法制局の起案は行われていない[10]。なお、内閣法制局の起案上申については、部長はもちろん、長官自ら主査となって行うものがある[注釈 4]。一般の行政機関ではおよそ考えられないことである[11]。
- 法律問題に関し内閣ならびに内閣総理大臣および各省大臣に対し意見を述べること：意見事務
  - 内閣および各府省庁からの意見照会に関する回答を行うことがあるほか、国会において関係大臣の間で意見に相違があるとき閣内統一見解を求められた際に内閣法制局長官が答弁する例が多い。また国会法第74条による質問主意書に対する回答で法制に関するものを含む場合は内閣法制局が関与する。
- 内外および国際法制ならびにその運用に関する調査研究を行うこと：調査事務
- その他法制一般に関すること

## 組織

### 幹部
- 内閣法制局長官（特別職。副大臣級）
- 内閣法制次長（指定職8号俸。事務次官級）

### 内部部局
- 第一部（部長）
  - 所掌事務等は以下のとおり。
    - 意見事務
    - 調査事務
    - 内閣法制局設置法3条5号に掲げる事項（その他法制一般に関すること）のうち他の部の所掌に属しないものに関する事務

  - 憲法資料調査室（室長）
    - 所掌事務は以下のとおり。
      - 憲法調査会が憲法調査会法（昭和31年法律第140号）2条の規定によってした報告及び同調査会の議事録その他の関係資料の内容の整理に関する事項
      - 上記報告に関する補充調査に必要な資料の収集に関する事項
      - 上記に掲げるものの外、特に命ぜられた事項

  - 参事官
  - 法令調査官
- 第二部（部長）
  - 所掌事務は以下のとおり。
    - 主として内閣（内閣官房（内閣感染症危機管理統括庁及び内閣人事局に限る。）、内閣府及びデジタル庁を除く。）、内閣府（公正取引委員会及び金融庁を除く。）、デジタル庁、法務省、文部科学省、国土交通省又は防衛省の所管に属する事項その他第三部又は第四部の所掌に属しない事項に係る法律案及び政令案の審査事務及び立案事務
    - 内閣法制局設置法3条5号に掲げる事項のうち内閣法制局長官から特に命ぜられたものに関する事務

  - 参事官
- 第三部（部長）
  - 所掌事務は以下のとおり。
    - 主として内閣官房内閣人事局、金融庁、総務省（公害等調整委員会を除く。）、外務省若しくは財務省又は会計検査院の所管に属する事項に係る法律案及び政令案の審査事務及び立案事務
    - 条約案の審査事務
    - 内閣法制局設置法3条5号に掲げる事項のうち内閣法制局長官から特に命ぜられたものに関する事務

  - 参事官
- 第四部（部長）
  - 所掌事務は以下のとおり。
    - 主として内閣官房内閣感染症危機管理統括庁、公正取引委員会、公害等調整委員会、厚生労働省、農林水産省、経済産業省又は環境省の所管に属する事項に係る法律案及び政令案の審査事務及び立案事務
    - 内閣法制局設置法3条5号に掲げる事項のうち内閣法制局長官から特に命ぜられたものに関する事務

  - 参事官
- 長官総務室（総務主幹）
  - 総務課
  - 会計課
  - 調査官

## 人事
キャリア官僚は独自採用せず、各省庁から課長級以上を「参事官」として出向で受け入れている。その中でも、法務省、財務省、総務省、経済産業省、農林水産省の5省の出身者だけが局長級以上の幹部に昇任することができ、さらに長官までには上記の内から農水省を除いた4省の出身者が、第一部長→法制次長→長官という履歴を経て就任する人事慣行が確立されてきた。この慣行は1952年以来崩されることがなかったが、2013年8月、法制局勤務経験のない外務省出身の小松一郎が長官に就任した。ただし、小松の後任からは法制次長の昇格が復活している。
このほか、ノンキャリア組職員として、国家公務員一般職試験合格者から、若干名を採用している。
また、課長補佐級以下のポストにも各省庁のキャリア組、ノンキャリア組職員からの出向者を受け入れており、一部は「参事官補」（課長補佐級）として参事官と同様の意見事務や審査事務を行う場合がある。

## 幹部職員
内閣法制局の幹部は以下のとおりである。
- 内閣法制局長官：岩尾信行 (法務省・検察官出身)
- 内閣法制次長：木村陽一
- 第一部長：佐藤則夫
- 第二部長：栗原秀忠
- 第三部長：嶋一哉
- 第四部長：山影雅良
- 総務主幹：岡本章

## 所管法人
内閣法制局が主管する独立行政法人、特殊法人及び特別の法律により設立される民間法人（特別民間法人）は存在しない）。

## 財政
2024年度（令和6年度）一般会計当初予算における内閣法制局所管予算は10億6577万8千円。

## 職員
一般職の在職者数は2023年7月1日現在、内閣法制局全体で73人（男性53人、女性20人）である。
内閣法制局の一般職の職員は非現業の国家公務員なので、労働基本権のうち争議権と団体協約締結権は国家公務員法により認められていない。団結権は認められており、職員は労働組合として国家公務員法の規定する「職員団体」を結成し、若しくは結成せず、又はこれに加入し、若しくは加入しないことができる（国家公務員法第108条の2第3項）。
2024年3月31日現在、人事院に登録された職員団体の数について資料に内閣法制局の項はない。